# Netelia aberrans
Netelia aberrans är en stekelart som beskrevs av Townes, Townes och Gupta 1961. Netelia aberrans ingår i släktet Netelia och familjen brokparasitsteklar. Inga underarter finns listade i Catalogue of Life.